# Рибек, Абрахам ван
Абрахам ван Рибек (нидерл. Abraham van Riebeeck; 18 октября 1653, Капская колония — 17 ноября 1713, Батавия) — генерал-губернатор Голландской Ост-Индии с 1709 по 1713 год. Также является сыном Яна ван Рибека, основателя Капской колонии и города Кейптаун.

## Биография
Абрахам ван Рибек родился 18 октября 1653 года в Капской колонии. Его отец Ян ван Рибек был основателем этой колонии и его мать, Мария де ла Келлери, была дочерью Валлонского проповедника, причём очень умной, как говорили её современники. В 1662 году его родители отплыли в Голландскую Ост-Индию, а Абрахама с его братом отправили в Голландию. С 1673 по 1676 год он изучал право в Лейденском университете.
После учебы стал торговцем Голландской Ост-Индской компании и отправился на корабле De Vrijheyt в Батавию (1677 год).

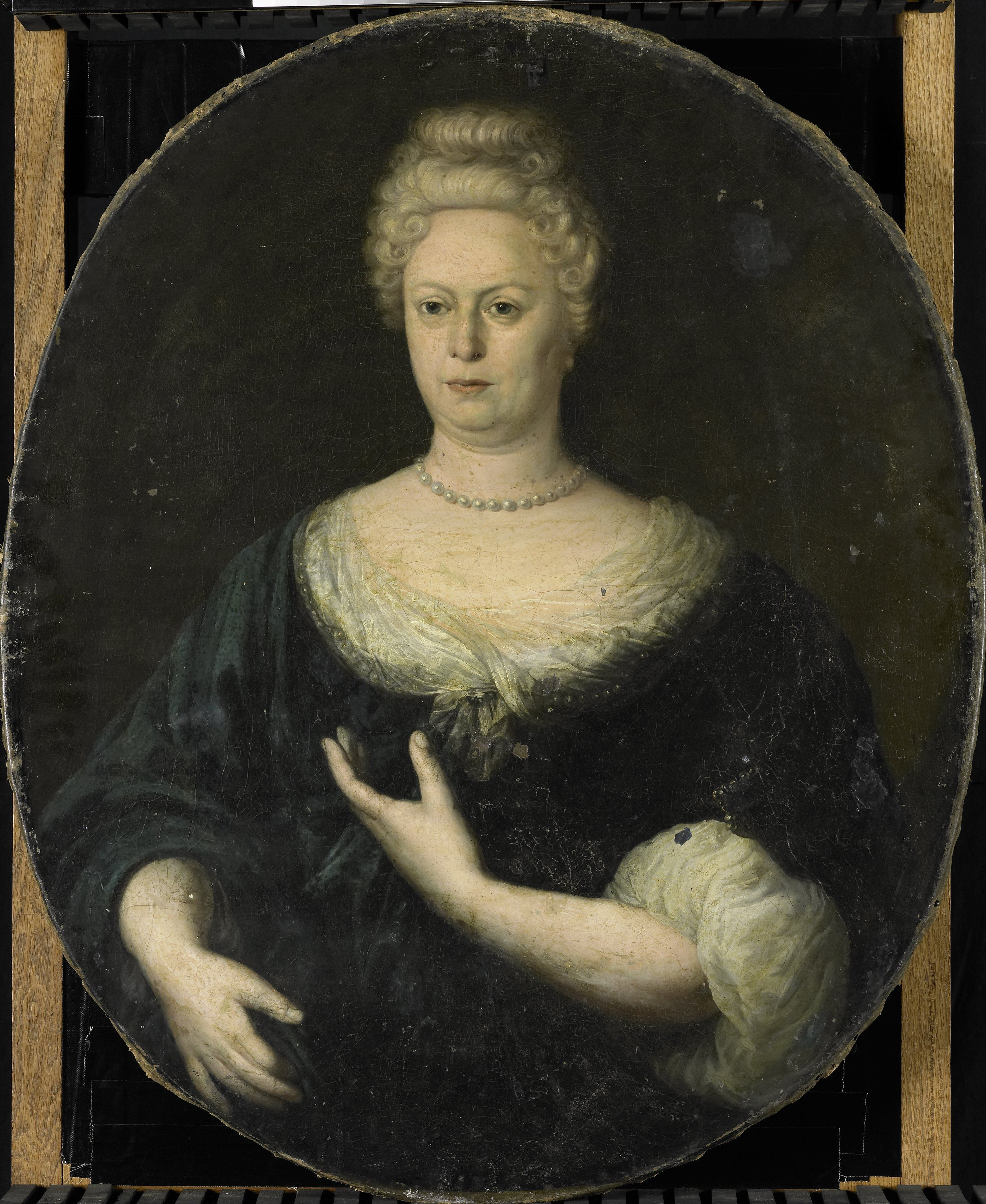
Элизабет ван Остен, жена Абрахама ван Рибека

Он женился на Элизабет ван Остен в 1678 году. У них было шестеро детей: Йоханна Мария (1679-1759), Йоханнес (1691-1735), Элизабет (1693-1723) и трое других, которые умерли в детстве.

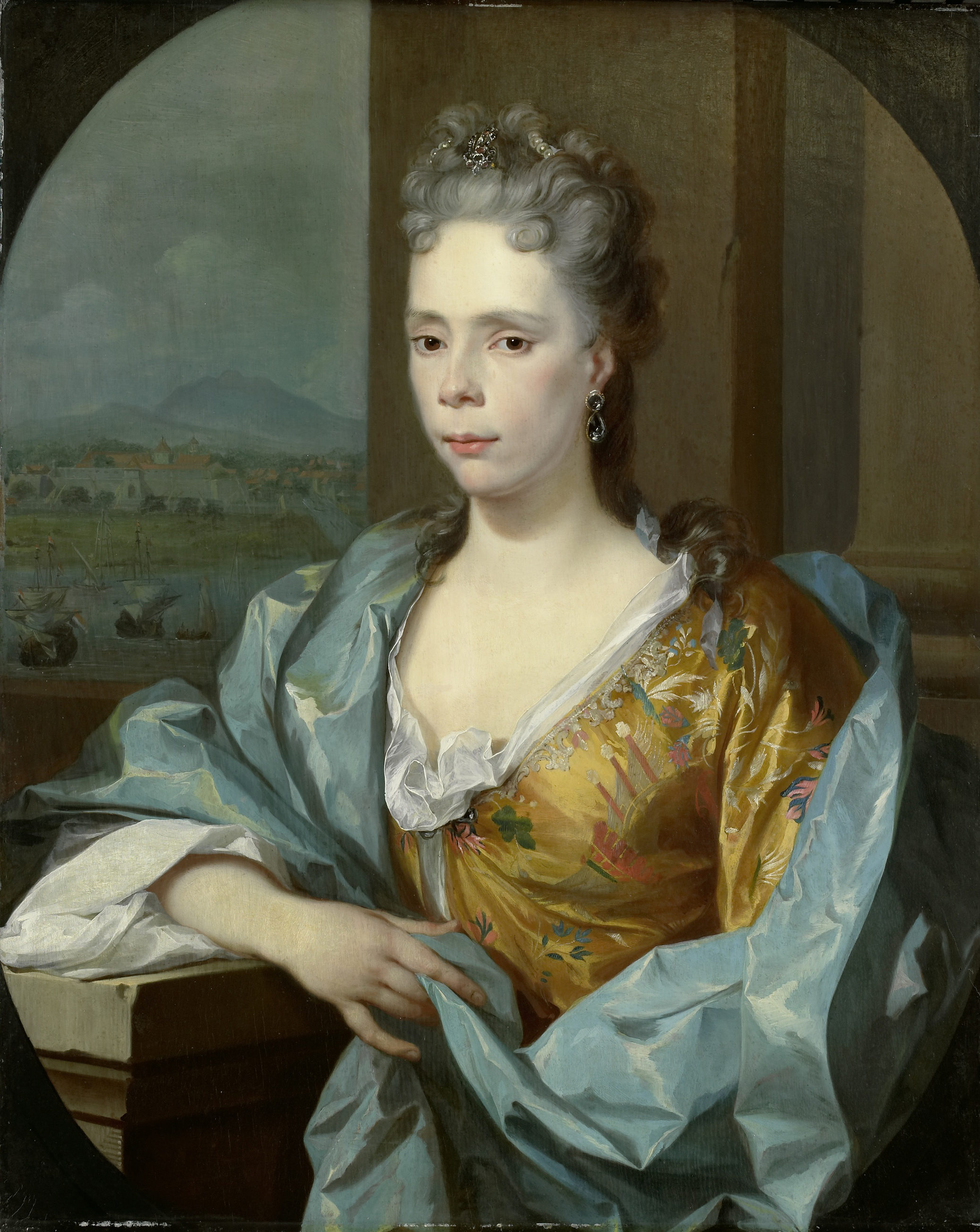
Элизабет ван Рибек, дочь Абрахама ва Рибека

Абрахам был генерал-губернатором Голландской Ост-Индии с 1709 года и до своей смерти в 1713 году. За это короткое время Абрахам организовывал несколько исследовательских операций, в одной из которой, взобравшись на вулкан, был поражен дизентерией. Он не смог оправиться от болезни и умер в городе Батавии 17 ноября 1713 года.